# Jorge Conde
Jorge Conde (Mexicali, 15 de febrero de 1955 -- Tijuana, 13 de febrero de 2024) fue un artista, promotor cultural, educador, ensayista, curador de arte, conferencista, coleccionista de arte y militante de izquierda (fue fundador del Partido Revolucionario de los Trabajadores).
Aún adolescente, participó a principios de los 70's en la formación del Bloque Estudiantil Democrático, organización que, conjuntamente con la escuela de Economía, tomaron el  campo de golf, en 1971. Ahí se libró una de las luchas más emblemáticas de los estudiantes bajacalifornianos para demandar la construcción de la universidad, en la denominada Toma del Campestre. Numerosos jóvenes ocuparon el Club Campestre de la ciudad durante 73 días.
Tuvo una larga carrera docente en numerosas instituciones de educación superior en Tijuana, incluidas UABC, CETYS Universidad, Universidad Iberoamericana, Universidad de Tijuana CUT, el Instituto Municipal de Arte y Cultura, la Escuela Superior de Artes Visuales y la Escuela Libre de Arquitectura.

## Biografía
Nació el 15 de febrero de 1955 en Mexicali, Baja California, hijo de una pareja de comerciantes y artistas mexicanos. La familia se trasladó a Tijuana cuando Jorge era aún niño.
Realizó estudios de sociología en la Escuela de Estudios Superiores en Ciencias Sociales en París en la década de 1980.